# سيدريك هيومز
سيدريك هيومز (بالإنجليزية: Cedric Humes)‏ هو لاعب كرة قدم أمريكية أمريكي، ولد في 7 أغسطس 1983 في فرجينيا بيتش في الولايات المتحدة.